# Бретіановка
Бретіановка (рум. Brătianovca) — село у Гинчештському районі Молдови. Входить до складу комуни, адміністративним центром якої є село Серата-Галбене.

## Населення
За даними перепису населення 2004 року у селі проживали 414 осіб.
Національний склад населення села:
| Національність | Кількість осіб | Відсоток |
| -------------- | -------------- | -------- |
| молдавани      | 391            | 94,4%    |
| українці       | 19             | 4,6%     |
| росіяни        | 3              | 0,7%     |
| болгари        | 1              | 0,2%     |
| Всього         | 414            | 100%     |